# Astronesthes quasiindicus
Astronesthes quasiindicus és una espècie de peix de la família dels estòmids i de l'ordre dels estomiformes.

## Morfologia
- Els mascles poden assolir 11,5 cm de longitud total.[3][4]

## Hàbitat
És un peix marí i d'aigües subtropicals que viu entre 100-2000 m de fondària.

## Distribució geogràfica
Es troba a l'oest de l'Índic, el nord de Nova Guinea i a prop de Hawaii.